# MacAlpine Lake
MacAlpine Lake är en sjö i Kanada.   Den ligger i territoriet Nunavut, i den centrala delen av landet, 2 800 km nordväst om huvudstaden Ottawa. MacAlpine Lake ligger 176 meter över havet. Arean är 418 kvadratkilometer. Den sträcker sig 47,1 kilometer i nord-sydlig riktning, och 42,7 kilometer i öst-västlig riktning.
Trakten runt MacAlpine Lake består i huvudsak av gräsmarker. Trakten runt MacAlpine Lake är nära nog obefolkad, med mindre än två invånare per kvadratkilometer.